# Flintholm (Schlei)
Flintholm ist eine kleine Insel im östlichen Teil der Schlei in Schleswig-Holstein.
Sie liegt an der Mündung des Wormshöfter Noors, 190 Meter südöstlich des nächstgelegenen Ufers der Gemeinde Rabel, 450 Meter westlich der Gemeinde Maasholm und 3,5 km westlich der Mündung der Schlei. Flintholm ist Teil der Gemeinde Rabel und trägt die Flurstücksnummer 1 der Flur 8 der Gemarkung Rabel. Die amtliche Fläche des Flurstücks beträgt 76 m². Diese Zahl datiert vom Jahr 1876. Die tatsächliche Landfläche kann sich seitdem verändert haben.
Die Insel ist vegetationslos und wird aktuell als Sandberg beschrieben. Sie ist als eiszeitliche Moräne entstanden. Der Untergrund besteht daher aus Geschiebelehm, auf dem sich später Sand abgelagert hat.